# Мартін (Північна Дакота)
Мартін (англ. Martin) — місто (англ. city) в США, в окрузі Шерідан штату Північна Дакота. Населення — 63 особи (2020).

## Географія
Мартін розташований за координатами 47°49′36″ пн. ш. 100°6′54″ зх. д. / 47.82667° пн. ш. 100.11500° зх. д. (47.826575, -100.115134).  За даними Бюро перепису населення США в 2010 році місто мало площу 0,23 км², уся площа — суходіл.

## Демографія
Згідно з переписом 2010 року, у місті мешкало 78 осіб у 38 домогосподарствах у складі 23 родин. Густота населення становила 338 осіб/км².  Було 43 помешкання (186/км²).
Расовий склад населення:
| - 100,0 % — білих |

До двох чи більше рас належало 0,0 %. Частка іспаномовних становила 0,0 % від усіх жителів.
За віковим діапазоном населення розподілялося таким чином: 19,2 % — особи молодші 18 років, 61,6 % — особи у віці 18—64 років, 19,2 % — особи у віці 65 років та старші. Медіана віку мешканця становила 48,8 року. На 100 осіб жіночої статі у місті припадало 95,0 чоловіків;  на 100 жінок у віці від 18 років та старших — 85,3 чоловіків також старших 18 років.
Середній дохід на одне домашнє господарство  становив 73 523 долари США (медіана — 52 188), а середній дохід на одну сім'ю — 95 508 доларів (медіана — 68 125). За межею бідності перебувало 8,3 % осіб, у тому числі 20,0 % дітей у віці до 18 років та 5,0 % осіб у віці 65 років та старших.
Цивільне працевлаштоване населення становило 56 осіб. Основні галузі зайнятості: освіта, охорона здоров'я та соціальна допомога — 19,6 %, виробництво — 16,1 %, фінанси, страхування та нерухомість — 12,5 %, транспорт — 10,7 %.